# Europäische Akademie Berlin
Die Bildungseinrichtung Europäische Akademie Berlin ist ein durch die Bundeszentrale für politische Bildung anerkannter Träger der politischen Bildung in Deutschland. Sie führt Seminare, Konferenzen, Symposien und andere Veranstaltungen zu europäischen Themen durch. Die Europäische Akademie Berlin ist Mitglied im Arbeitskreis deutscher Bildungsstätten, im European Network for Education and Training und der Europäischen Bewegung Deutschland sowie Euractiv-Netzwerkpartner. Teil der Europäischen Akademie Berlin ist die Europäische Akademie für städtische Umwelt, die sich stadtökologischer Fragen annimmt.

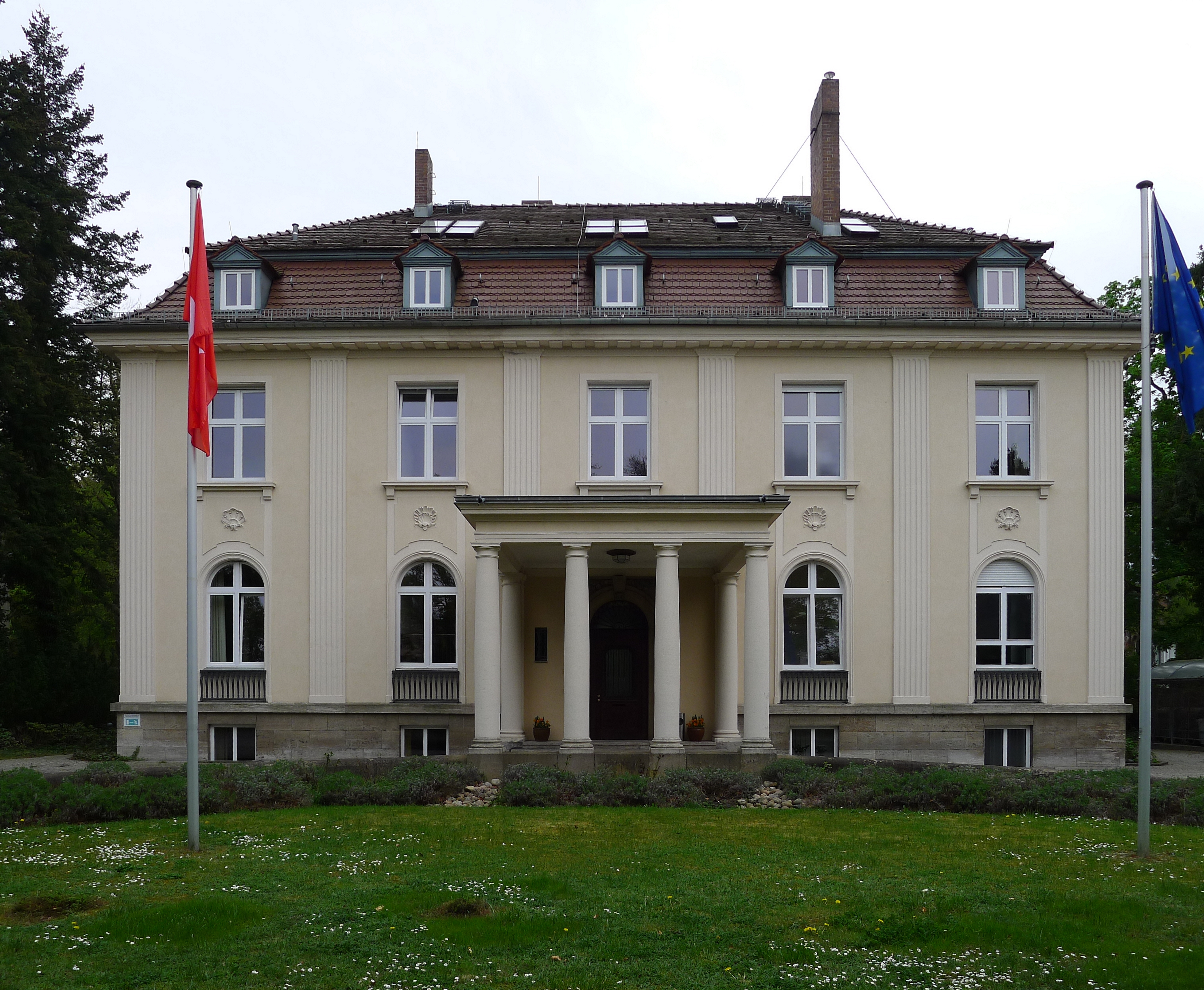
Europäische Akademie Berlin in der Bismarckallee 46–48 in Berlin-Grunewald

## Geschichte
Die Geschichte der Europäischen Akademie Berlin ist eng mit der Geschichte Berlins verbunden. Die Akademie wurde 1963 in Reaktion auf den Bau der Mauer gegründet, um für West-Berlin Internationalität herzustellen und den europäischen Einigungsprozess zu unterstützen. Von Anfang an lag der Fokus der Akademiearbeit daher auf der internationalen Vernetzung. Nach dem Fall der Mauer konnte die Europäische Akademie Berlin daher an ihren vielen Kontakten nach Mittel- und Osteuropa anknüpfen. Sie hat den gesamten Erweiterungsprozess der Europäischen Union in den Jahren 1995, 2004 und 2007 intensiv mit Veranstaltungen begleitet. Die Akademie bezeichnet sich selbst als überparteilich und gemeinnützig. Sie wird durch das Programm „Europa für Bürgerinnen und Bürger“ der Europäischen Union co-finanziert.
Von 1993 bis 2017 wurde die EAB vom Politikwissenschaftler Eckart Stratenschulte geleitet, der zugleich Geschäftsführendes Vorstandsmitglied war. Anschließend leitete bis Sommer 2020 Andrea Despot die Akademie. Seither ist Christian Johann geschäftsführendes Vorstandsmitglied der Grunewalder Bildungseinrichtung.

## Programm
Auch heute sind die Einwanderungspolitik sowie die verschiedenen Politikansätze der Europäischen Union einer der Schwerpunkte der Akademietätigkeit, die sich allerdings auch mit institutionellen Themen und transatlantischen Beziehungen beschäftigt. Jährlich führt die Europäische Akademie Berlin ca. 150 Veranstaltungen in eigener Verantwortung durch. Daran nehmen pro Jahr insgesamt ca. 4500 Teilnehmer aus 40 Ländern teil.
Die Europäische Akademie gestaltet ihr Programm im Rahmen von fünf Geschäftsfeldern: Internationale Begegnung, Capacity Building, Europapolitik in der Praxis, Europa in Berlin und Europa in der Schule.

## Bibliothek
Die Bibliothek der Europäischen Akademie ist eine wissenschaftliche Spezialbibliothek mit den Themenschwerpunkten Europäische Integration, Europäische Gemeinschaften/Union sowie Europa im Unterricht. Sie ist zudem Europäisches Dokumentationszentrum.

## Tagungsgebäude
Das Tagungsgebäude der Europäischen Akademie Berlin, eine Villa aus dem Jahr 1928 mit angeschlossenem Tagungshotel, wird auch von auch anderen Veranstaltern für deren Arbeit genutzt.

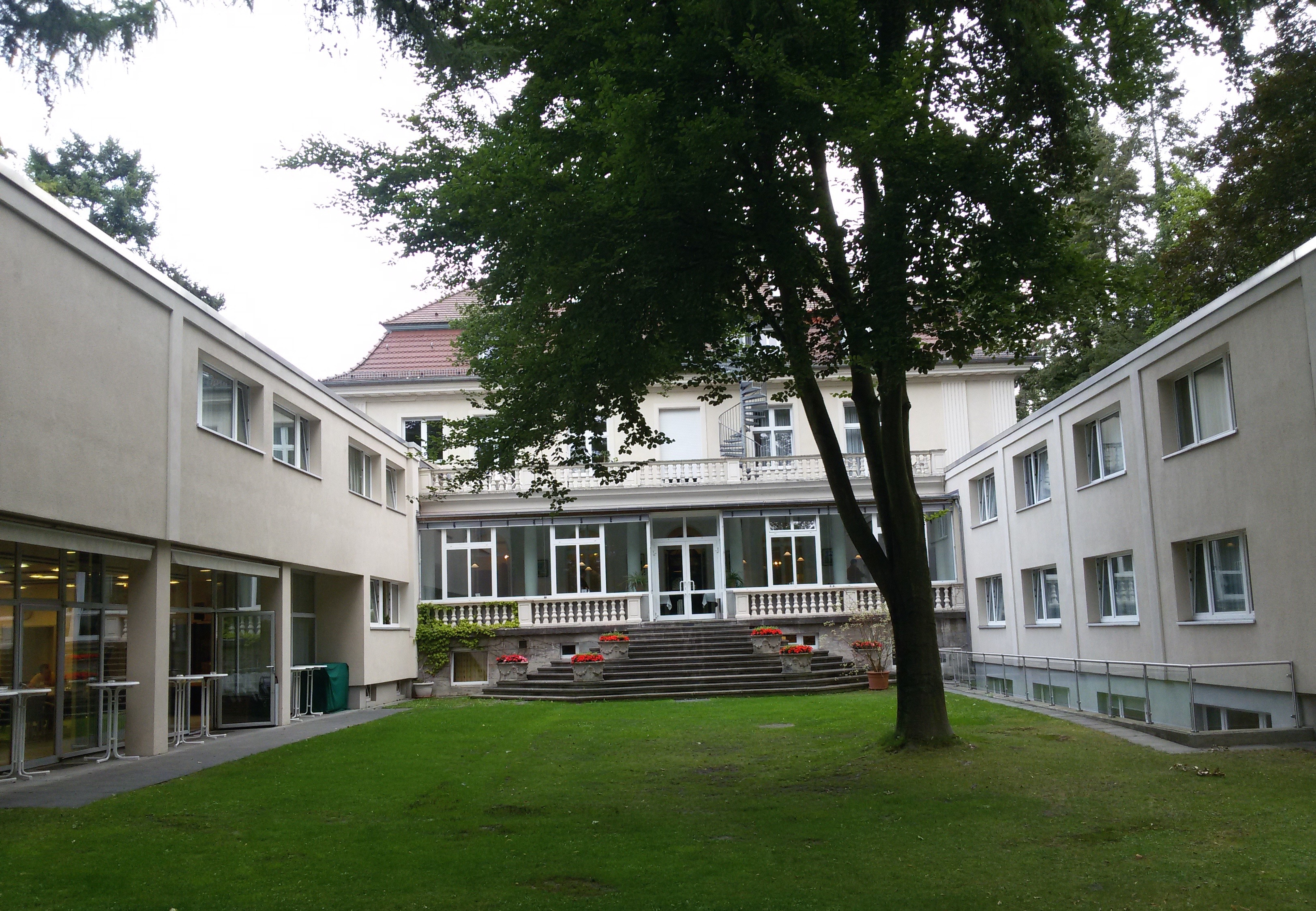
Innenhof der Europäischen Akademie Berlin